# Réaction de Wurtz
En chimie organique, la réaction de Wurtz (ou couplage de Wurtz, du nom de Charles Adolphe Wurtz) est une réaction de couplage entre deux halogénoalcanes en présence de sodium métallique permettant d'obtenir un hydrocarbure plus long,.
2 RX + 2 Na → R–R + 2 NaX, où X = Cl, Br, I (halogènes).

## Variantes
La réaction de Wurtz peut aussi être effectuée entre deux halogénures d'alkyle différents, elle porte alors le nom d'hétérocouplage de Wurtz.
Quelques années après sa découverte, le chimiste allemand Rudolph Fittig créa une réaction analogue en utilisant un halogénure d'alkyle et un halogénure d'aryle. Le couplage croisé est alors favorisé et on observe peu de sous-produits. Cette réaction est appelée réaction de Wurtz-Fittig ou réaction de Fittig.

Schéma général de la réaction de Wurtz-Fittig.

Lorsque le métal utilisé n'est pas le sodium, on parle de « couplage de type Wurtz ».

## Intérêts
- La méthode de Wurtz permet d’obtenir des hydrocarbures de hauts poids moléculaires qui se rencontrent souvent dans la nature sous forme d'alcool. Un alcool tiré du spermaceti, l’alcool cétylique CH3(CH2)15OH, peut être transformé en iodure puis en dotriacontane C32H66 par la réaction :

2 CH3(CH2)15I + 2 Na → C32H66 + 2 NaI.
- La réaction de Wurtz peut également servir à la formation de cycloalcanes :

Cette réaction n’est valable que pour les premiers termes de la série.
- La réaction de Wurtz entre un silane halogéné et un halogénure d'alkyle permet d'insérer un carbone sur le silane :

SiH3Cl + CH3Cl + 2 Na → SiH3CH3 + 2 NaCl.

## Mécanisme
Deux mécanismes différents sont proposés. Le premier consiste en un échange monoélectronique, suivi de l'élimination d'un ion halogénure puis de la dimérisation du radical alkyle. Le second fait intervenir la formation du carbanion suivi de l'attaque nucléophile sur un second équivalent d'halogénure d'alkyle.